# Borgolombardo
Borgolombardo (wł: Stazione di Borgolombardo) – stacja kolejowa w San Giuliano Milanese, w regionie Lombardia, we Włoszech. Znajdują się tam 2 perony. Stacja znajduje się dokładnie na granicy dwóch miast, które połączone są przejściem podziemnym. 
Stacja jest obsługiwana przez pociągi linii S1 (Milano-Saronno-Lodi) podmiejskich pociągów, z półgodzinną częstotliwością.